# The Open University

Wappen der Open University

The Open University (OU), gegründet 1969, ist die größte staatliche Universität in Großbritannien und Europa. Sie bietet Kurse, Zertifikate, Diplome und Universitätsabschlüsse wie den Bachelor, Bachelor (Honours) und Master sowie den Doktorgrad Doctor of Science und den Doktorgrad (PhD) Doctor of Philosophy/Philosophiae Doctor an. Darüber hinaus gilt die Fakultät Open University Business School als eine der größten MBA-Anbieter weltweit und zählt damit zu den größten Business Schools in Europa. Sie ist Mitglied der Association of Commonwealth Universities.
Mit 151.840 Studierenden im Studienjahr 2021/2022 war die Universität gemessen an der Zahl der Studierenden die mit Abstand größte akademische Einrichtung im Vereinigten Königreich – die zweitgrößte, das University College London, hatte mit 46.830 Studierenden weniger als ein Drittel davon. Die OU gilt auch als eine der größten Universitäten der Welt. Seit ihrer Gründung 1969 schlossen mehr als 2,3 Millionen Studierende ihre Kurse ab.
Das Studium findet meist per Fernunterricht statt. Die meisten Studierenden wohnen im Vereinigten Königreich, viele (sowohl Bachelor- als auch Master-)Studiengänge können aber auch aus dem Ausland studiert werden. Zahlreiche Doktoranden studieren auf dem Universitätscampus in Milton Keynes, wo sie die Einrichtungen der Universität für die Forschung nutzen.
Die Universität bringt mehr CEOs hervor als jede andere britische Universität, einschließlich Universitäten wie Oxford, Cambridge und die London School of Economics.

## Studium
Das Studium ist nach dem Prinzip des „Blended Learnings“ organisiert: Studierende werden von persönlichen Tutoren betreut. Traditionelle Unterrichtsmaterialien wie Lehrbücher wechseln sich mit Materialien im Internet, mit Multimedia-Angeboten und audiovisuellen Lehrsendungen ab. Dazu werden sehr gute Englischkenntnisse benötigt, denn an der OU wird nur Englisch gesprochen.

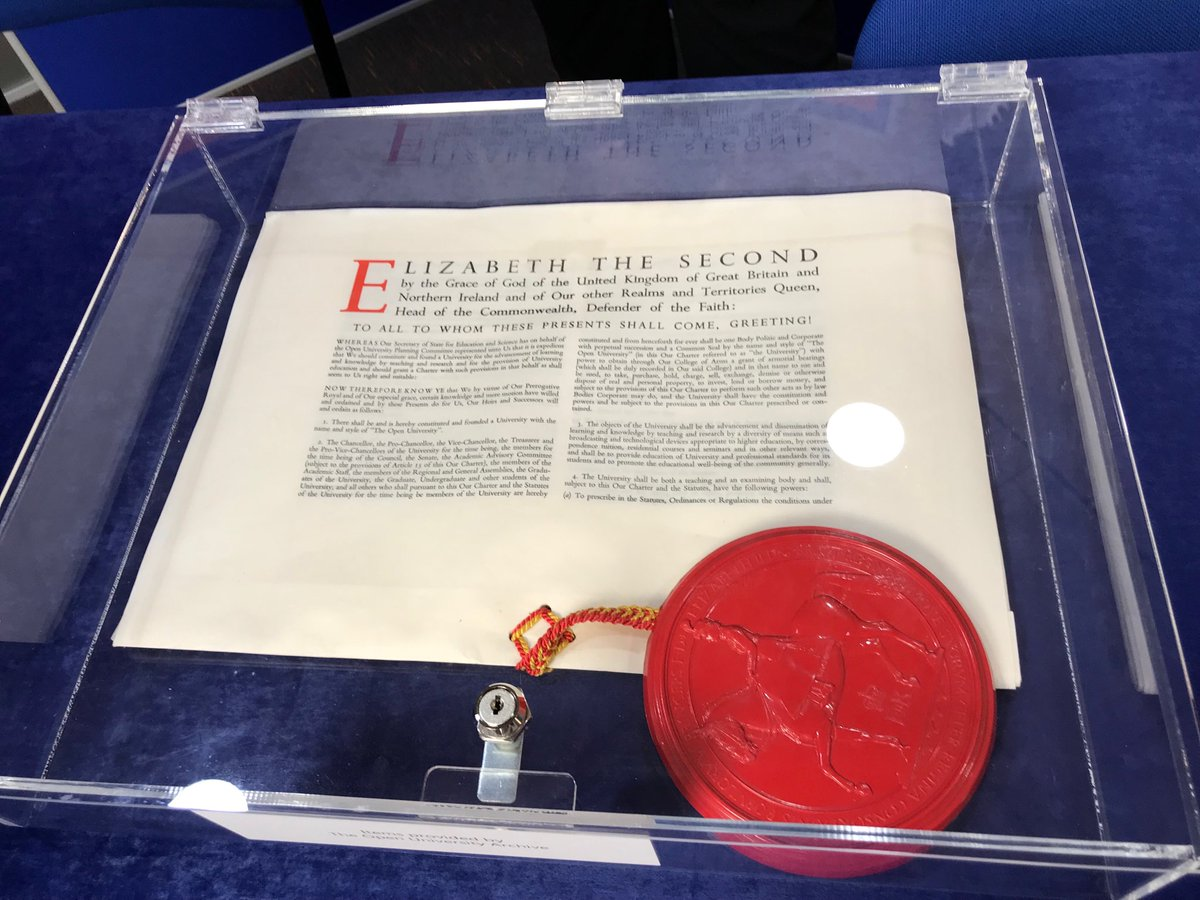
Die Royal Charter der Open University

Auf persönliche Betreuung und auf den Kontakt zu anderen Studienkollegen wird großer Wert gelegt. Die Studenten stehen in regelmäßigem persönlichen, telefonischen und E-Mail-Kontakt zu ihren Tutoren und treffen einander. Je nach Studienfach finden etwa alle acht Wochen meist samstags örtliche Tutorials statt. Hinzu kommen Workshops im In- und Ausland, die den persönlichen Kontakt unter den Studienkollegen festigen, und Alumni-Veranstaltungen, zu denen ehemalige Studenten auch Neueinsteiger einladen. So genannte Residential Schools, meistens Wochenend-Seminare in Großbritannien, finden etwa drei bis vier Mal während eines gesamten Studiums statt. Die Teilnahme an den Tutorials ist freiwillig, die an den Residential Courses jedoch Pflicht.
Den ständigen Austausch und die Etablierung eines Netzwerkes der Studierenden untereinander ermöglicht u. a. das Internet Conferencing System: Studenten nehmen aktiv an einer Vielzahl von Diskussionsforen teil und tauschen Erfahrungen aus der Praxis aus. Der Dialog findet international zwischen Studienkollegen in über 40 Ländern statt.

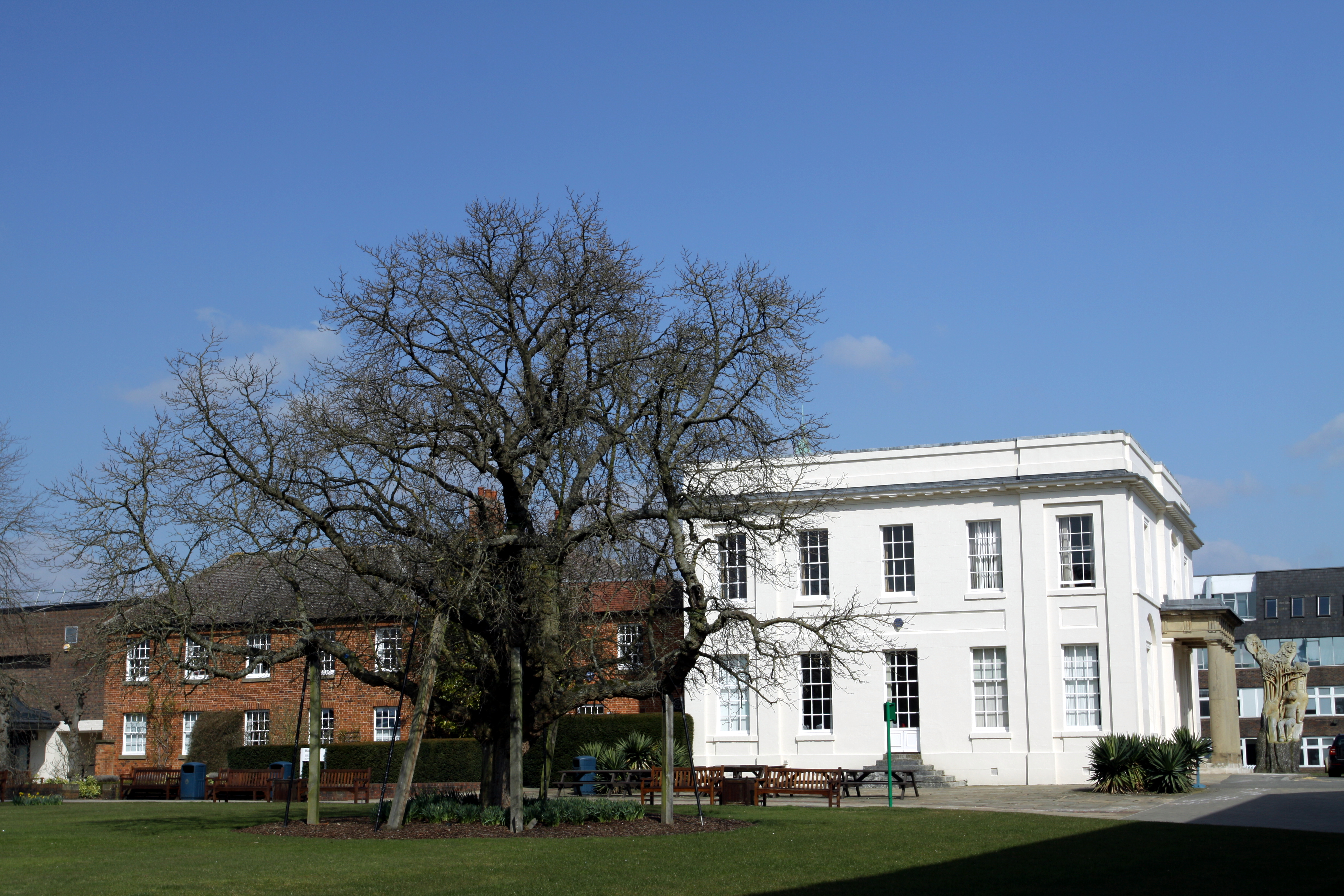
Walton Hall, das Rektorat und das zweitälteste Gebäude auf dem Campus der OU

Die modulare Struktur der Studiengänge wirkt sich auch auf die Gestaltung der Studiengebühren aus; auch diese werden je Modul und der Zahl der für dieses Modul vergebenen Credits erhoben. Derzeit (für Module, die vor Juni 2021 beginnen) werden im Undergraduate-Bereich von europäischen Studenten pro Credit Gebühren von 51,60 Pfund Sterling erhoben, so dass ein typisches kleineres Modul von 30 Credits 1548 Pfund kostet und ein größeres Modul von 60 Credits 3096 Pfund. Ein Bachelor-Studiengang mit insgesamt 360 Credits summiert sich damit auf 18.576 Pfund. Im Graduate-Bereich variieren die Gebühren stärker zwischen den einzelnen Studiengängen; der MBA (insgesamt 180 Credits) kostet beispielsweise, je nach belegten Modulen, ungefähr 20.000 Pfund, der Master of Arts in Creative Writing (ebenfalls 180 Credits) nur 9990 Pfund. Die Universität weist auch darauf hin, dass die Gebühren üblicherweise jährlich steigen, so dass die Gesamtgebühren für einen Studiengang nicht anhand der bei Studienbeginn geltenden Sätze berechnet werden können.
Die Open University stellte im Oktober 2006 Studienmaterial aus 170 Fachbereichen zur kostenlosen Verwendung zur Verfügung. Der Wert dieses Studienmaterials beträgt 5,6 Millionen £.
Der ehemalige britische Premierminister Gordon Brown, die Entdeckerin des ersten Pulsars Jocelyn Bell und die Schauspielerin Glenda Jackson gehören zu einer Reihe bekannter Namen, die an der OU unterrichtet haben.

## Studiengänge
Die Studiengänge bei der OU sind grundsätzlich modular aufgebaut, das heißt, dass mehrere Kurse abgelegt werden müssen, von denen jeder mit einer Punktzahl honoriert wird. In der Regel werden für das Grundstudium in einem Jahr 60 Punkte belegt, was einem Teilzeitstudium entspricht. Je nach persönlicher Motivation können bis zu 120 Punkte in einem Jahr belegt werden, was wiederum einem Vollzeitstudium entspricht und nur von einer sehr geringen Anzahl berufstätiger Studenten in Anspruch genommen wird. Zum Erreichen eines Abschlusses, wie dem Bachelor of Arts, ist eine Mindestpunktzahl erforderlich. So dauert beispielsweise ein MBA-Abschluss gut 2½ Jahre.

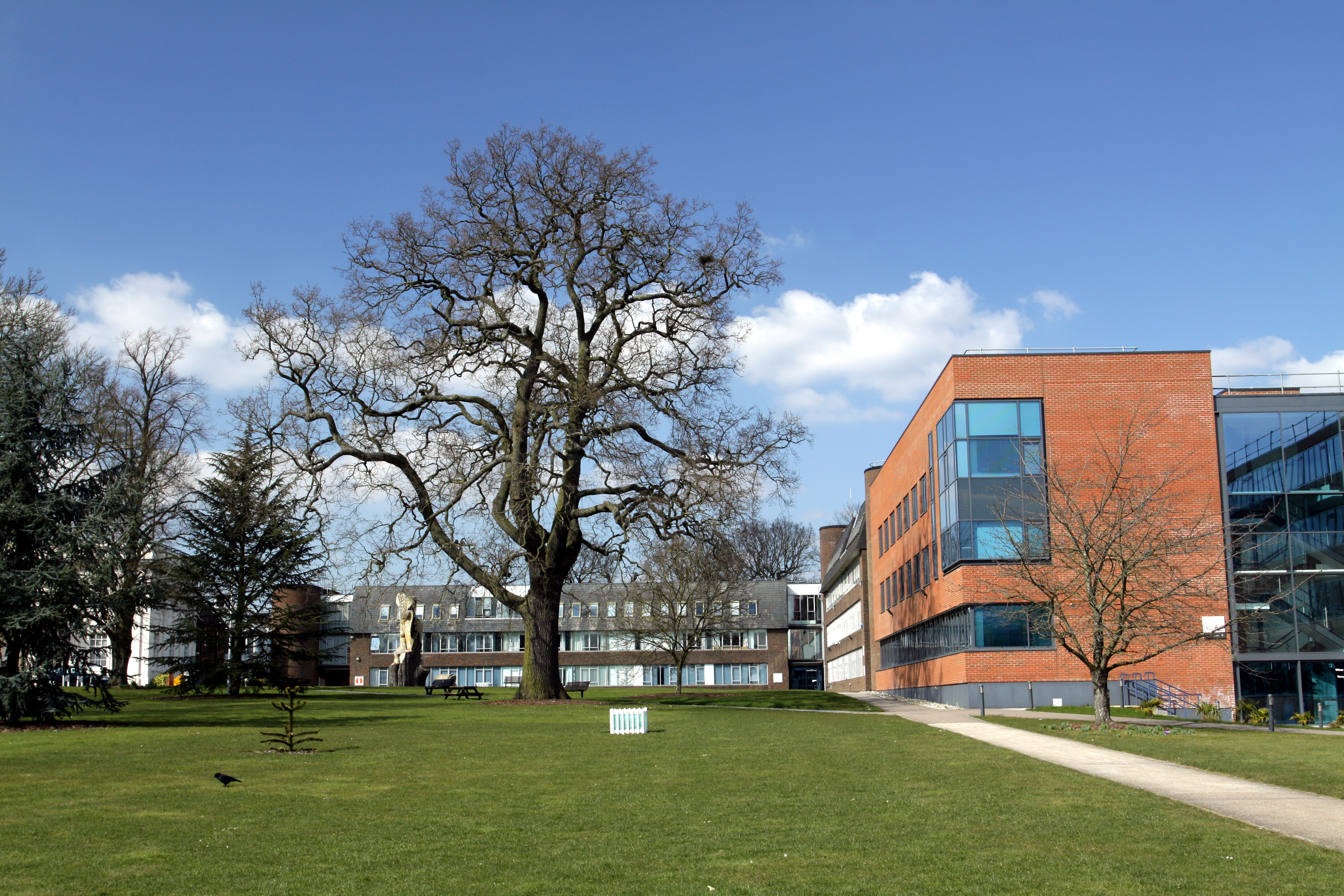
Die Open University hat ihren Hauptsitz in Milton Keynes

 Studiert wird ausschließlich auf Englisch.

## Open University Business School
Die Open University Business School wurde 1983 gegründet und zählt zu den größten Business Schools in Europa. Weltweit wird sie unter den größten MBA-Anbietern gelistet. Die Open University Business School wird von führenden Management-Ausbildungs-Verbänden akkreditiert.
Die Open University Business School verfügt über die international anerkannten Akkreditierungsgütesiegel der AMBA, EQUIS und AACSB. Damit zählt sie zu den wenigen Business Schools, die über eine Dreifach-Akkreditierung, die sogenannte Triple Crown verfügen. Weniger als 1 % aller Business Schools in der Welt verfügen über eine Triple Crown-Akkreditierung. Ihre MBA-Programme genießen weltweit hohe Anerkennung.
Das MBA-Programm der OU Business School belegte den 13. Platz in der weltweiten Rangliste der Online-MBA-Anbieter für Online- und Fernunterricht der Financial Times.
- Platz 5 in den Global Online MBA Rankings des CEO Magazine und Platz 1 für britische Institutionen (2019)[20]
- Platz 6 in der Welt für die QS Distance Online MBA Rankings (2016)[21]

## Partner und Sponsoren der Business School
Verschiedene Organisationen und Firmen (derzeit 44, Stand 2015) stellen eigene Mitarbeiter ab oder unterstützen die Universität bei der Schulung eigener Tutoren. Die davon im deutschsprachigen Raum vielleicht bekanntesten sind Airbus, DHL, Deutsche Telekom, IBM, IKEA, Nike, Nokia, Pfizer und Rolls-Royce.

### Britische Streitkräfte
Aufgrund einer Vereinbarung zwischen dem Verteidigungsministerium und der OU, die bis in die frühen 1970er Jahre zurückreicht, steht den Angehörigen der britischen Streitkräfte eine breite Palette von Kursen zur Verfügung. OU-Studienzentren wurden in Zypern und Deutschland eingerichtet. Viele haben während ihres aktiven Dienstes studiert, sogar in Konfliktsituationen.

## Zahlen zu den Studierenden

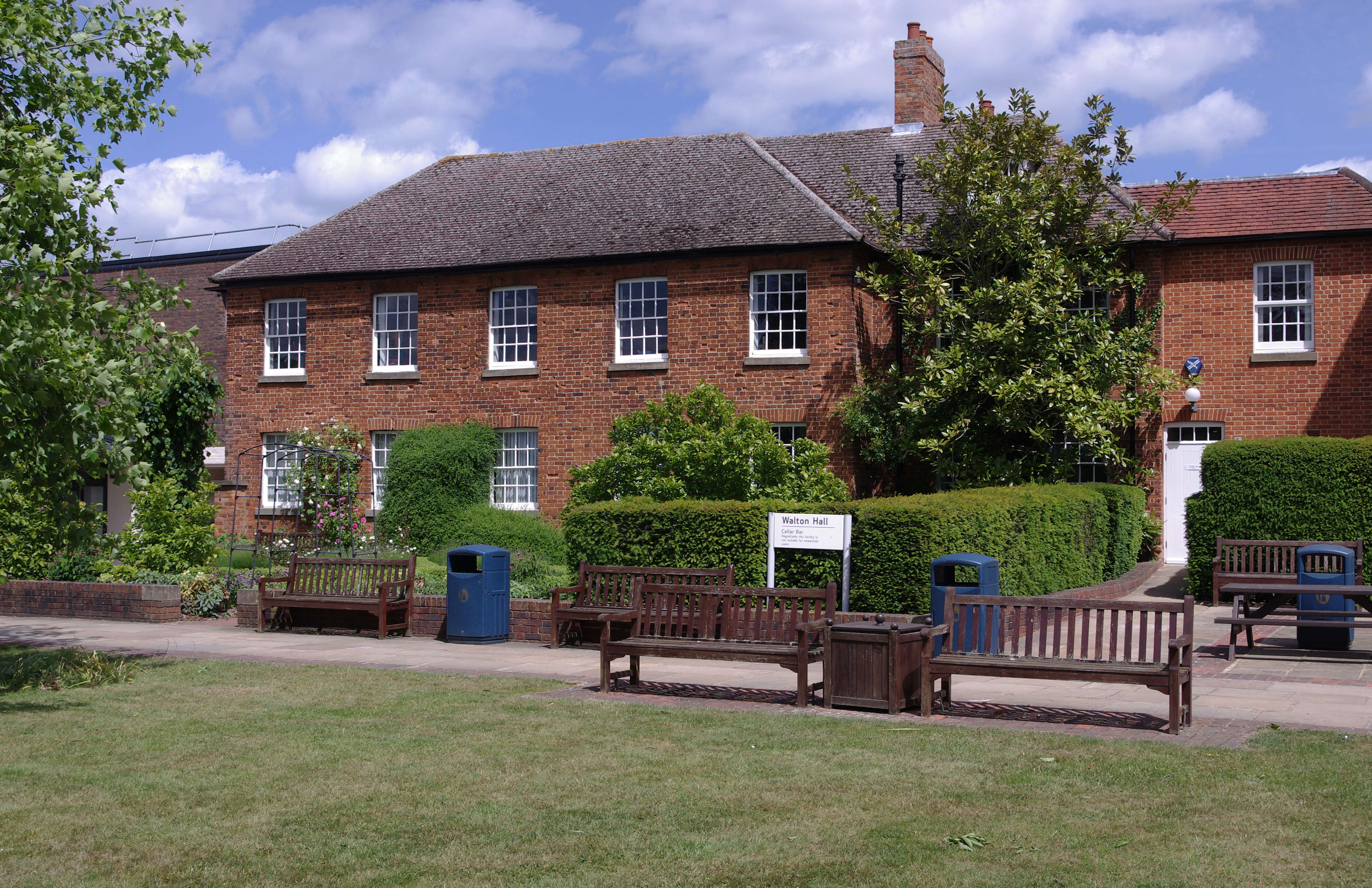
Der Campus der Open University in Milton Keynes

Die Open University (OU) hat ein Anerkennungsprogramm, in dem die Abschlüsse anderer Universitäten als gleichwertig bestätigt werden. Im Rahmen dieses Programms können die Absolventen der 42 Partneruniversitäten eine Abschlussurkunde mit dem Briefkopf der OU erhalten. Die OU rechnet die 43.156 Studierenden (2021) dieses Programmes auch in die Gesamtzahl der OU-Studenten mit ein und hatte damit im Jahr 2021 insgesamt 205.420 Studierende. 2020 waren es 175.719 gewesen, 2019 waren es 168.115 Personen.
Die offizielle Zahl der Studierenden in Großbritannien für das Studienjahr 2022/2023 war 140.215. Davon waren 89.805 weiblich (64,0 %) und 50.340 männlich (35,9 %). 2020/2021 waren es 152.245, davon 95.635 weiblich (62,8 %) und 56.590 männlich (37,2 %). 110.475 Studierende stammten aus England, 21.615 aus Schottland, 14.290 aus Wales, 5.445 aus Nordirland, 215	aus der EU und 200 aus dem Nicht-EU-Ausland. 141.570 der Studierenden (93,0 %) strebten ihren ersten Studienabschluss an, sie waren also undergraduates. 10.675 (7,0 %) arbeiteten auf einen weiteren Abschluss hin, sie waren postgraduates. Davon waren 510 in der Forschung tätig. Der Anteil der Studierenden, die einen Master oder vergleichbares anstrebten, war zwar mit 7 % relativ klein, aber im Hinblick auf die Zahl der postgraduates war die OU die siebtgrößte Universität des Königreichs bezogen auf diesen Studienabschnitt.
In Großbritannien waren im Studienjahr 2018/2019 122.360 Studenten an der OU eingeschrieben, davon 75.200 Frauen. In akademischen Jahr 2013/14 waren es ca. 200.000 Studenten gewesen, wobei 75 % von ihnen neben dem Studium in Voll- oder Teilzeit arbeiteten. Sie wurden von 6.000 Tutoren und 1.100 Vollzeit-Lehrern betreut. Nur ein sehr geringer Teil studiert tatsächlich vor Ort in Milton Keynes. Diese Studenten arbeiten beispielsweise an einer Promotion oder im Rahmen eines Forschungsprogramms. Alle anderen studieren per Fernunterricht (Distance Learning), meistens berufsbegleitend, oft neben einer Vollzeit-Anstellung. Etwa die Hälfte der Studenten wird von ihren Arbeitgebern während des Studiums finanziell unterstützt.

## Nationale und regionale Zentren
Es gibt 13 Zentren in Großbritannien und Irland. Hier können Studenten andere Kursteilnehmer und Berater treffen, Veranstaltungen besuchen oder Kursmaterialien einsehen. Außerdem werden Interessierte bei der Auswahl des passenden Studiums unterstützt. Von den Zentren aus wird auch an lokalen Partnerschaften gearbeitet, um die entsprechenden Bedürfnisse der Regionen in Sachen Weiterbildung und Lehre besser zu decken. 

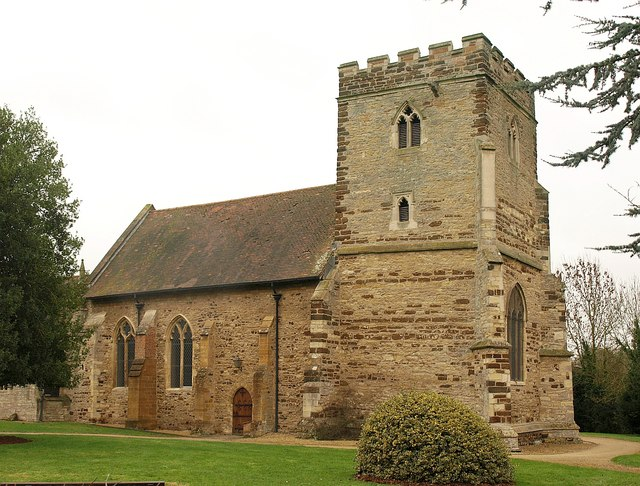
Die Michaeliskirche auf dem Campus der Open University

## Forschung
Die strategischen Forschungsrichtungen der OU sind interdisziplinär orientiert; sie gliedern sich in vier Bereiche: Bürgerschaftliches Engagement und Regierungshandeln (Citizenship and Governance), Bildung und Bildungstechnologien (Education / Technology Enhanced Learning), Internationale Entwicklung (International Development) und Weltraumforschung (Space Science). Es gibt acht Fakultäten, die von den Freien Künsten über Erziehung und Sprachen, Gesundheits- und Sozialwesen, Mathematik, Informatik und Technikwissenschaften sowie Natur- und Sozialwissenschaften bis zu Betriebswirtschaftslehre und Rechtswissenschaft reichen.
Die Open University betreibt in den genannten Bereichen mit über 1.000 Wissenschaftlern aktiv Forschung. Im akademischen Jahr 2013/14 wurden knapp 17 Mio. £ Drittmittel eingeworben. Im Research Excellence Framework 2014 steht die OU auf Platz 3. Bekanntheit erreichte das Planetary Sciences Research Institute durch das Marsprojekt Beagle 2, welches von Professor Colin Pillinger geleitet wurde.

### OpenScience Observatorien

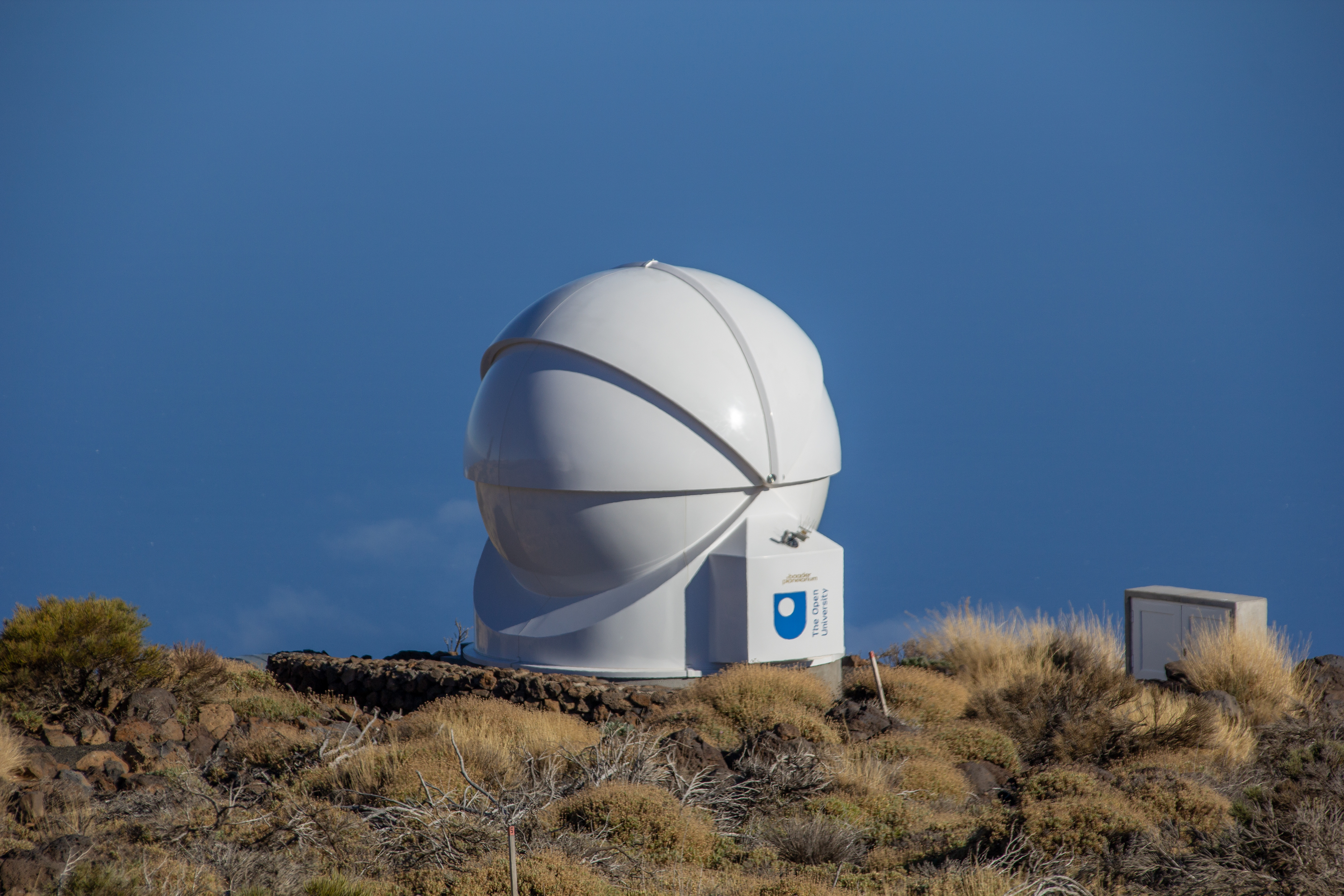
Die Open University betreibt eine Sammlung von Teleskopen und anderen Instrumenten im Observatorio del Teide auf Teneriffa.

Die OE betreibt eine Sammlung von Teleskopen und anderen Instrumenten im Observatorio del Teide auf Teneriffa. Zu den Einrichtungen gehören das COmpletely Autonomous Service Telescope (COAST), der Physics Innovations Robotic Telescope Explorer (PIRATE) und eine dazugehörige Wetterstation. Auf dem Campus der Open University in Milton Keynes betreiben die Forscher ein Radioteleskop – ARROW (A Robotic Radio telescope Over the Web).

## Persönlichkeiten (Auswahl)

### Ehemalige und derzeitige Professoren

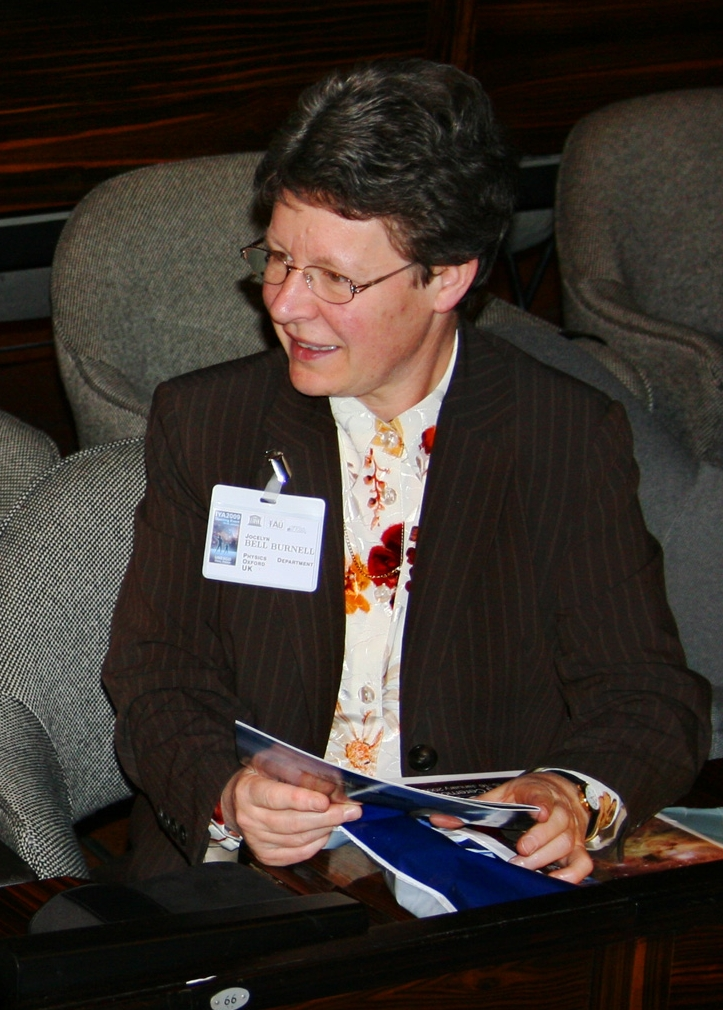
Jocelyn Bell Burnell, britische Astronomin, die Pulsare entdeckte

- Jocelyn Bell, Professor of Physics, Open University, 1991–2001; Entdeckerin des ersten Pulsars (Neutronensterns)[32]
- Stuart Hall, Professor of Sociology, Open University, 1979–1997; pluraler Marxist; Schwerpunkt in Cultural Studies
- Helen King, Professorin für Altertumswissenschaften, 2011–2017; Schwerpunkt in der antiken Medizingeschichte
- Doreen Massey, Professor of Geography, Open University, 1982–2009; prägte die Entstehung einer feministischen Geographie
- Derek S. Pugh, Professor of International Management and Director of Research, Open University Business School, 1988–1995; Entwickler der Pugh Matrix
- Eileen Scanlon (Open Education), Professorin für Open Education und Regius Professor of Open Education (2013 – heute)

### Alumni

Ehrenabsolvent Sir David Attenborough

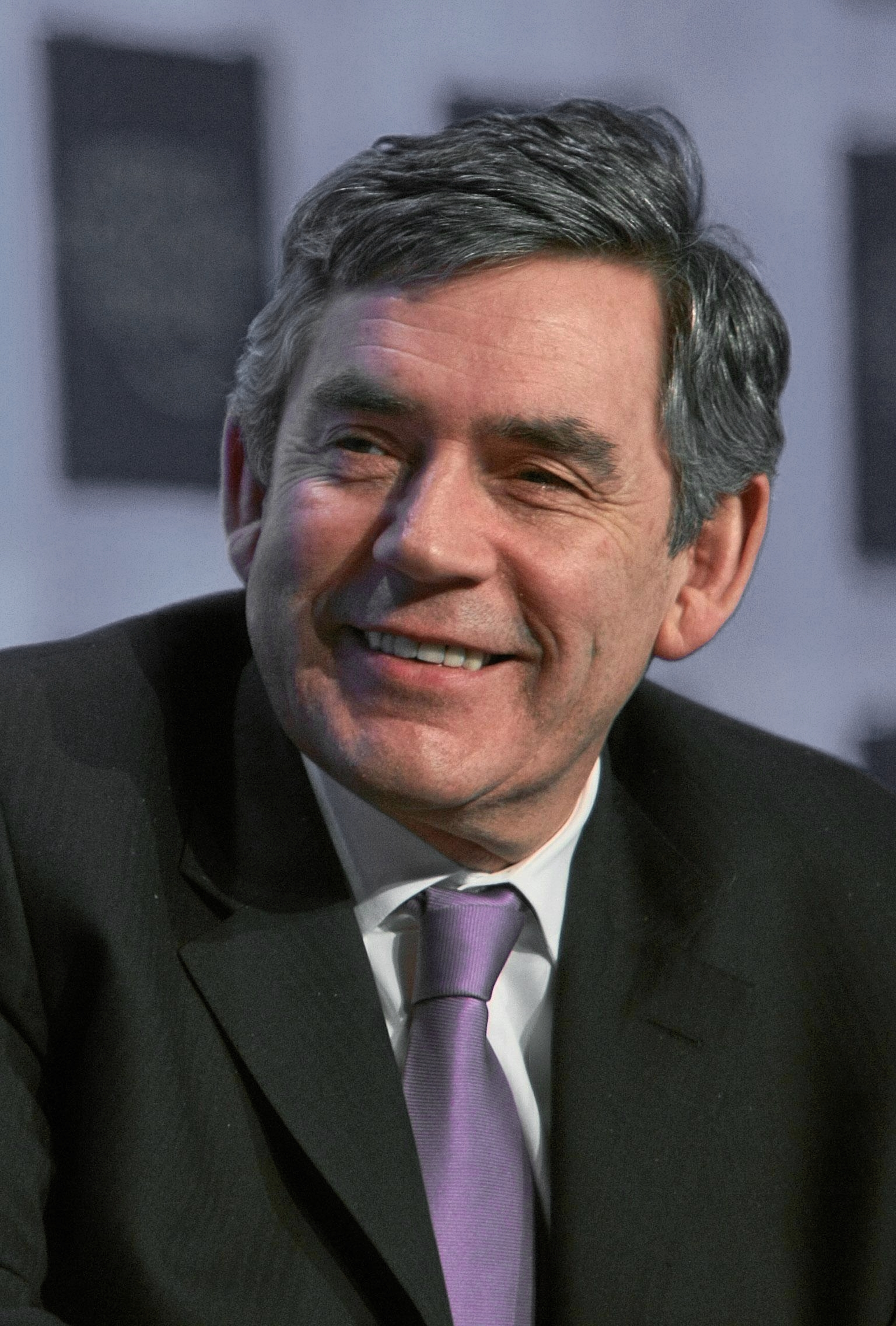
Der ehemalige britische Premierminister und Tutor der OU, Gordon Brown; Träger der Ehrendoktorwürde der OU

- Joan Armatrading, Singer, Songwriter und Gitarrist
- Elizabeth Arnold, Schriftstellerin
- Sir David Attenborough, britischer Tierfilmer und Naturforscher
- Tim Berners-Lee, Informatiker und Erfinder des World Wide Web; Träger der Ehrendoktorwürde der OU
- Craig Brown, ehemaliger schottischer Fußballmanager
- Gordon Brown, Premierminister des Vereinigten Königreichs
- Sir Brian Burridge, Viersterne-General der Royal Air Force
- Romola Garai, Schauspielerin
- Dean Gratton, Autor und Kolumnist
- Frank Hampson, Illustrator
- Sir Lenny Henry, Entertainer
- Natalya Kaspersky, Unternehmerin
- Peter Law, Politiker
- Neil McIntosh, Journalist
- Gordon Pask, Kybernetiker und Psychologe
- David Andrew Phoenix, Biochemiker
- Tina Redshaw, Diplomatin
- Lord John Reid, Labour-Politiker, ehemaliger britischer Innenminister
- Talulah Riley, Schauspielerin
- Mary Stuart, Professorin, Vize-Kanzlerin der University of Lincoln
- David Wilkinson, britischer Psychologe
- Meles Zenawi, ehemaliger Premierminister von Äthiopien
- Arkadi Blatow, deutscher Psychologe und Psychoanalytiker